# Lys op!
Lys op! er en tysk stumfilm fra 1917 af Richard Oswald.

## Medvirkende
- Bernd Aldor som Georg Mauthner
- Hugo Flink som Paul Maunther
- Nelly Lagarst
- Ernst Ludwig som Kaufherr
- Leontine Kühnberg som Else